# Therefore I Am (canción)
«Therefore I Am» —en español: «Luego existo»— es una canción de la cantante estadounidense Billie Eilish. Se lanzó el 12 de noviembre de 2020, a través de Interscope Records. La canción fue escrita por Eilish y su hermano Finneas O'Connell, y la producción estuvo a cargo únicamente de este último.
«Therefore I Am» es una pista uptempo pop y el pop oscuro. Líricamente, Eilish canta sobre no importarle lo que la gente piense de ella. El mismo día se lanzó un video musical que muestra a Eilish comiendo y bebiendo varios alimentos y bebidas en un centro comercial vacío.

## Antecedentes
El 14 de septiembre de 2020, durante una sesión en vivo de Instagram, Eilish reveló que lanzaría una nueva canción junto con un video musical. El 9 de noviembre, anunció en las redes sociales que «Therefore I Am» se lanzaría el 12 de noviembre de 2020.
En una entrevista con Zane Lowe de Apple Music, Eilish explica: «Sabes que esta canción está muy, muy lista para ser interpretada. Tengo mucha curiosidad por ver lo que la gente obtiene de ella y también lo que sienten cuando la escuchan. Fue muy divertido de completar. Fue divertido grabar. Siento que puedes oírlo».

## Lírica y composición
«Therefore I Am» es una canción uptempo pop y Dark Pop. El título y la letra correspondiente son una referencia al enunciado filosófico «Cogito, ergo sum», dicho por primera vez por René Descartes. Los críticos musicales han comentado que la canción presenta una producción minimalista que consiste en un bajo y un «ritmo fanfarrón».
Líricamente, Eilish canta sobre no importarle lo que la gente piense de ella. Ella explica que es un individuo con mente propia y no requiere que nadie tome decisiones en su nombre. Comienza a preguntarse por la realidad de la existencia.

## Recepción crítica
Glenn Rowley de Billboard menciona que la canción tiene los «ritmos palpitantes característicos» y las «voces susurrantes» de Eilish. Thomas Smith de NME señaló en una reseña de cinco estrellas, «Billie fusiona la filosofía crítica con un golpe a los que odian en su nuevo y emocionante sencillo, una historia deliciosamente picante que sin duda hará que los fanáticos decodifiquen cada línea». Más tarde dice que la canción está «construida sobre una sólida línea de bajo». Rachael Dowd de Alternative Press comenta que la canción «muestra otro lado de [Eilish] que algunos tal vez nunca hayan visto antes». Escribiendo para Elite Daily, Brendan Wetmore y Brandy Robidoux vieron «Therefore I Am» como un bop y dijeron que «[Eilish] [tiene] el control total con sus agudos versos y está lista para saltar sobre 2020 como la superestrella que es; es el mundo de Eilish y simplemente vivimos en él».
Josh Johnson de Good Morning America describió la canción como una secuela de Eilish de su tema «Bad Guy». Mike Wass de Idolator vio la canción como un «golpe desafiante» y dijo que era «fácilmente su canción más comercial y pegadiza desde Bad Guy».

## Rendimiento comercial
«Therefore I Am» debutó en el puesto 94 en el Billboard Hot 100 de Estados Unidos con 3,1 millones de transmisiones, 5.000 descargas y 11,7 millones de impresiones de audiencia de radio con solo 12 horas de seguimiento. Se disparó al número 2 la semana siguiente después de que atrajo 24.2 millones de transmisiones, 14,000 descargas y 18.3 millones de impresiones de audiencia de radio, lo que le dio a Eilish su cuarto éxito entre los diez primeros en Estados Unidos y el número 20 en el Hot 100 total. «Therefore I Am» dio el cuarto salto más grande en la historia del Hot 100. La canción también debutó en el número 5 en la lista Hot Rock & Alternative Songs.

## Video musical
Un video musical de «Therefore I Am» se estrenó en el canal de YouTube de Eilish el 12 de noviembre de 2020 y se presentó en la valla publicitaria de Viacom Times Square. El video fue dirigido únicamente por Eilish. Fue filmado dentro del centro comercial Glendale Galleria en California, donde solía ir con frecuencia cuando era una joven adolescente.
Eilish le contó a Lowe sobre el video:«El video es exactamente lo que siento en la canción: descuidado y sin ser realmente difícil. El video, nosotros, el número uno, lo grabamos con un iPhone, lo cual ni siquiera queríamos hacer». Ella describió el video como aleatorio y caótico, y reveló que fue filmado durante la noche con casi ningún equipo.

### Sinopsis
El video comienza con Eilish, vestida con un cárdigan blanco holgado y un par de pantalones cortos, corriendo sola por un centro comercial vacío. La cantante se sirve la comida de Wetzel's Pretzels, Hot Dog on a Stick y Chipotle Mexican Grill. A partir de entonces, Eilish sube una escalera mecánica y canta el coro mientras come la comida adquirida a lo largo del video. El video concluye con un guardia de seguridad gritándole a Eilish, indicándole que abandone el edificio; el cantante huye del centro comercial hacia un estacionamiento.

### Recepción crítica
Al escribir para The Fader, Jordan Darville comparó la imagen con el video musical «Weapon of Choice» de Fatboy Slim, pero dijo que tenía «menos baile y más papas fritas». Patrick Hosken de MTV señaló que el video captura un sentimiento de «distanciamiento» y «aislamiento». Menciona que Eilish no estaba «implícitamente perseguida por las tiendas cerradas y el inquietante vacío». Continuó diciendo que el video evocaba «El post-apocalíptico suburbano de Dawn of the Dead. Liam Hess, que escribe para la revista Vogue, declaró que el video ofrecía un «giro inspirado en una rata de centro comercial en la silueta de Eilish, y marcó un regreso bienvenido para una de las estrellas de estilo pop que más marcan la agenda».

## Presentaciones en vivo
«Therefore I Am» se presentó por primera vez en los American Music Awards de 2020 el 22 de noviembre de 2020.

## Créditos y personal
Créditos adaptados de Tidal.
- Billie Eilish - voz
- Finneas - productor, ingeniero de grabación
- Rob Kinelski - mezcla
- Dave Kutch - ingeniero de masterización

## Posicionamiento en listas
| Listas (2020)                                 | Mejor posición |
| --------------------------------------------- | -------------- |
| Alemania (Official German Charts)             | 5              |
| Australia (ARIA)                              | 3              |
| Austria (Ö3 Austria Top 40)                   | 2              |
| Bélgica (Ultratop 50) Flanders                | 11             |
| Bélgica (Ultratop 50) Wallonia                | 26             |
| Canadá (Canadian Hot 100)                     | 2              |
| Canadá (Canadian Digital Song Sales)          | 17             |
| Canadá (CHR/Top 40)                           | 14             |
| Canadá (Hot AC )                              | 34             |
| Canadá (Rock)                                 | 41             |
| Dinamarca (Tracklisten)                       | 3              |
| Escocia (Official Charts Company)             | 53             |
| España (PROMUSICAE)                           | 41             |
| Estados Unidos (Billboard Hot 100)            | 2              |
| Estados Unidos (Adult Top 40)                 | 21             |
| Estados Unidos (Alternative Airplay)          | 20             |
| Estados Unidos (Mainstream Top 40)            | 16             |
| Estados Unidos (Hot Rock & Alternative Songs) | 2              |
| Estados Unidos (Rolling Stone Top 100)        | 1              |
| Finlandia (Suomen virallinen lista)           | 2              |
| Francia (SNEP)                                | 34             |
| Hungría (Single Top 40)                       | 2              |
| Hungría (Stream Top 40)                       | 1              |
| Irlanda (IRMA)                                | 1              |
| Italia (FIMI)                                 | 15             |
| Japón (Japan Hot 100)                         | 75             |
| Lituania (AGATA)                              | 1              |
| Malasia (RIM)                                 | 6              |
| Noruega (VG-lista)                            | 2              |
| Nueva Zelanda (RMNZ)                          | 1              |
| Países Bajos (Dutch Top 40)                   | 19             |
| Países Bajos (Single Top 100)                 | 11             |
| Polonia (Polish Airplay Top 100)              | 51             |
| Portugal (AFP)                                | 5              |
| Reino Unido (Official Charts Company)         | 2              |
| República Checa (Singles Digitál Top 100)     | 3              |
| Singapur (RIAS)                               | 2              |
| Suecia (Sverigetopplistan)                    | 4              |
| Suiza (Schweizer Hitparade)                   | 2              |

## Certificaciones
| País (organismo certificador) | Certificación | Unidades certificadas |
| ----------------------------- | ------------- | --------------------- |
| Australia (ARIA)              | Platino       | 70 000                |
| Alemania (BVMI)               | Oro           | 20 000                |
| Canadá (Music Canada)         | Platino       | 80 000                |
| Italia (FIMI)                 | Oro           | 35 000                |
| Nueva Zelanda (RIANZ)         | Oro           | 15 000                |
| Portugal (AFP)                | Oro           | 5 000                 |
| Reino Unido (BPI)             | Plata         | 200 000               |

## Historial de lanzamiento
| País           | Fecha                   | Formato                     | Discográfica         | Ref    |
| -------------- | ----------------------- | --------------------------- | -------------------- | ------ |
| Varios         | 12 de noviembre de 2020 | Descarga digital, streaming | Darkroom, Interscope | [ 7 ]  |
| Reino Unido    | 13 de noviembre de 2020 | Contemporary hit radio      | Darkroom, Interscope | [ 85 ] |
| Italia         | 13 de noviembre de 2020 | Contemporary hit radio      | Universal            | [ 86 ] |
| Australia      | 16 de noviembre de 2020 | Contemporary hit radio      | Universal            | [ 87 ] |
| Estados Unidos | 17 de noviembre de 2020 | Contemporary hit radio      | Darkroom, Interscope | [ 88 ] |
| Estados Unidos | 17 de noviembre de 2020 | Alternative radio           | Darkroom, Interscope | [ 89 ] |
| Estados Unidos | 7 de diciembre de 2020  | Adult contemporary          | Darkroom, Interscope | [ 90 ] |